# Symplocarpus
Symplocarpus Salisb. ex W.P.C.Barton è un genere di piante della famiglia delle Aracee.

## Tassonomia
Il genere comprende le seguenti specie:
- Symplocarpus egorovii N.S.Pavlova & V.A.Nechaev
- Symplocarpus foetidus (L.) Salisb. ex W.P.C.Barton
- Symplocarpus nabekuraensis Otsuka & K.Inoue
- Symplocarpus nipponicus Makino
- Symplocarpus renifolius Schott ex Tzvelev